# Rugby Lazio
Rugby Lazio fu un club italiano di rugby a 15 di Roma.
Nato nel 1992 per scissione dalla S.S. Lazio, ramo rugbistico della nota polisportiva, militò tra serie B e serie C nazionale.
I due club furono brevemente riuniti fino a una nuova scissione nel 2000, definitivamente rientrata con il ricongiungimento avvenuto nel 2008.

## Storia
La S.S. Lazio era nata nel 1927 e, dopo varie vicende, si era ricostituita nel dopoguerra nel 1951.
Nel 1992 il club perse l'appoggio dello sponsor e non poté intraprendere l'attività sportiva per la stagione successiva, con cessione di tutti i tesserati al CUS Roma.
Un gruppo di ex giocatori della squadra, guidati da Mario Ricciardi, ricostituì quindi un nuovo sodalizio chiamato Lazio Club che ripartì dalla serie C e da un rinato settore giovanile.
Nel 1993 la S.S. Lazio fu riammessa al campionato e quindi le due società omonime si trovarono a convivere anche, talora, nella stessa serie; la confusione societaria fu risolta nell'ottobre 1998 con una conferenza stampa di riunificazione.
Il connubio durò solo due anni perché nel 2000 la S.S. Lazio concluse un accordo di partnership con la Primavera, altra formazione della Capitale, assumendo il nome di Lazio&Primavera.
A seguito di tale modifica societaria, di nuovo Mario Ricciardi rifondò la Lazio Rugby ripartendo dalle categorie giovanili e ricostituendole tutte entro il 2003.
Nel frattempo, nel 2006, la S.S. Lazio tornò nell'orbita della polisportiva dopo lo scioglimento dell'accordo di collaborazione con la Primavera mentre la Rugby Lazio acquisiva il titolo sportivo di serie B del Sabina Rugby.
Per due anni le due società coabitarono, seppure in serie diverse (la S.S. Lazio fu promossa in serie A a fine stagione), fino alla definitiva riunificazione avvenuta il 23 luglio 2008 sotto il titolo sportivo della S.S. Lazio.

## Cronologia
| Cronistoria della Rugby Lazio |
| --- |
| - 1992 · Nascita del Lazio Club per scissione dalla S.S. Lazio - 1992-93 · Serie C2 Promozione in serie C1 - 1993-94 · Serie C1 Promozione in serie B - 1994-95 · Serie B - 1995-96 · Serie B - 1996-97 · Serie B - 1997-98 · Serie B - 1998 · Ricongiungimento con la S.S. Lazio - 2000 · Unione societaria di S.S. Lazio e Primavera, e scissione della Rugby Lazio - 2000-06 · Attività juniores e propaganda - 2006 · Acquisizione del titolo sportivo del Sabina Rugby e iscrizione al campionato di serie B - 2006-07 · 9º girone B serie B - 2007-08 · 4º girone B serie B - 2008 · Ricongiungimento con la S.S. Lazio con il titolo sportivo in serie A |